# Benznidazole
Benznidazole là một loại thuốc chống ký sinh trùng được dùng để điều trị bệnh Chagas. Thuốc sẽ đạt hiệu quả cao nếu sử dụng khi mới phát bệnh nhưng mức độ hiệu quả sẽ giảm ở những người bị nhiễm ký sinh trùng lâu dài. Đây là phương pháp điều trị ưu tiên và có tác dụng phụ ở mức vừa phải so với nifurtimox. Thuốc được dùng qua đường uống.
Tác dụng phụ thường gặp khá phổ biến. Có thể kế đến như phát ban, tê, sốt, đau cơ, chán ăn và khó ngủ. Tác dụng phụ hiếm gặp hơn bao gồm ức chế tủy xương có thể dẫn đến mức độ tế bào máu thấp. Chúng không được khuyến cáo sử dụng trong khi mang thai hoặc ở những người bị bệnh gan hoặc thận nặng. Benznidazol thuộc họ thuốc nitroimidazole và hoạt động bằng cách tạo ra các gốc tự do.
Benznidazole được đưa vào sử dụng y tế vào năm 1971. Nó nằm trong danh sách các thuốc thiết yếu của Tổ chức Y tế Thế giới, tức là nhóm các loại thuốc hiệu quả và an toàn nhất cần thiết trong một hệ thống y tế. Chúng không có sẵn ở Hoa Kỳ, nhưng có thể được lấy từ Trung tâm Kiểm soát Bệnh tật. Tính đến năm 2012, Laboratório Farmacêutico do Estado de Pernambuco, một công ty dược phẩm của chính phủ ở Brazil là nhà sản xuất duy nhất cho thuốc này.